# 飛騨信濃周波数変換設備
飛騨信濃周波数変換設備（ひだしなのしゅうはすうへんかんせつび）は、西日本の60 Hzの電力系統と東日本の50 Hzの電力系統との間で電力を融通するための周波数変換設備の一つ。中部電力パワーグリッドの飛騨変換所と東京電力パワーグリッドの新信濃変電所とを飛騨信濃直流幹線で結ぶものである。2021年運用開始。略称に飛騨信濃FCがある。

## 設備の構成
飛騨信濃周波数変換設備は、中部電力パワーグリッド（中電PG）の60 Hzの電力系統と東京電力パワーグリッド（東電PG）の50 Hzの電力系統とを直流で連系する連系設備である。飛騨変換所または新信濃変電所で交流を直流に変換して飛騨信濃直流幹線により直流送電した後、新信濃変電所または飛騨変換所で別の周波数の交流に変換することにより、周波数の異なる両系統間で電力を融通することができる。設備容量は900 MW（90万キロワット）であり、NHKの報道によれば、一般家庭約30万世帯が使用する電力を融通することができる。

### 飛騨変換所

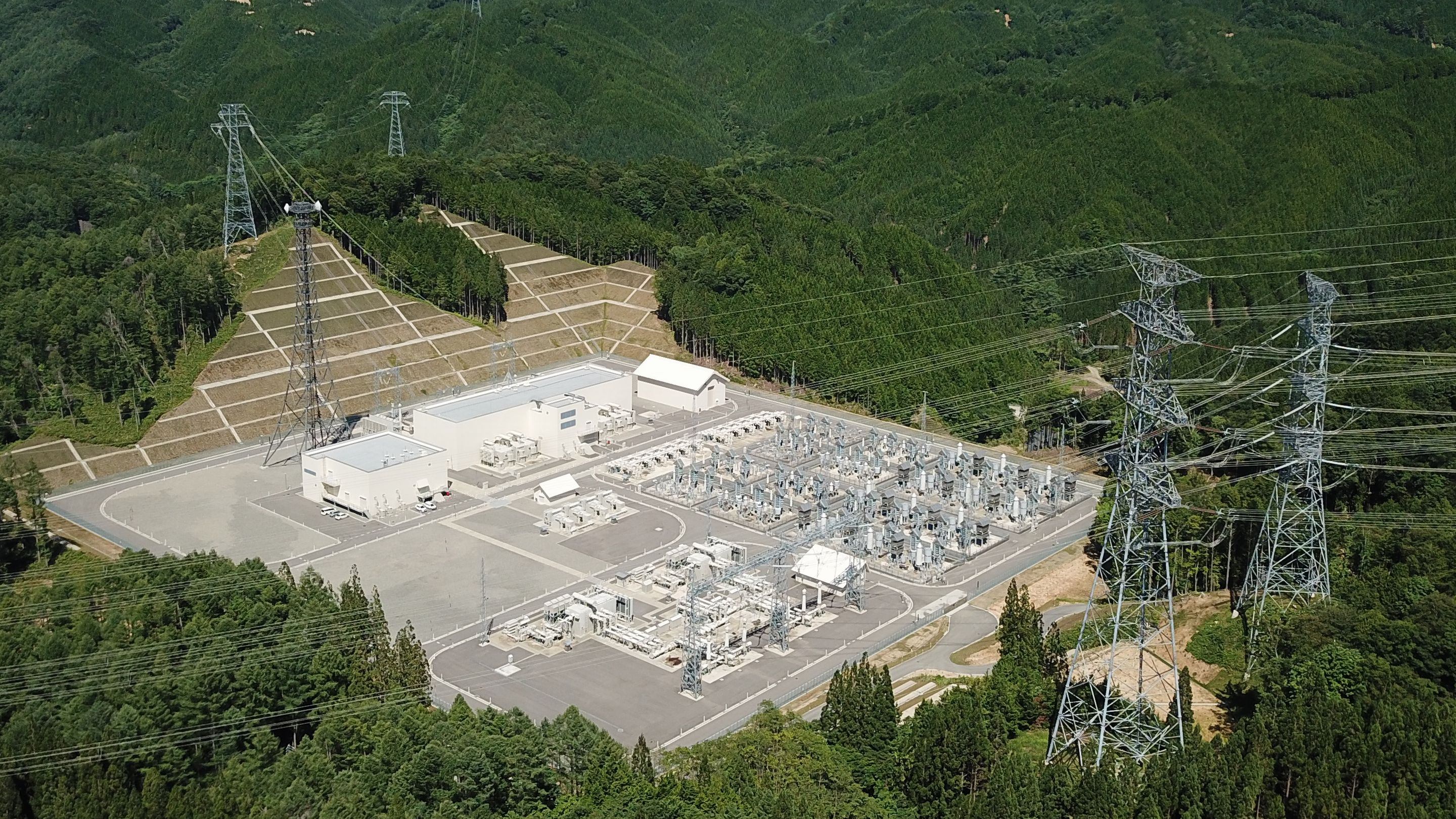
飛騨変換所。変換所の手前に写っている鉄塔は中電PGの越美幹線と飛騨分岐線。変換所の奥の鉄塔は東電PGの飛騨信濃直流幹線。

飛騨変換所は、岐阜県高山市清見町（旧・清見村）の松ノ木峠付近にある中電PGの交直変換所であり、敷地面積は約6万m2である。標高は1,085 mで、冬季には気温が−20°C以下まで下がることがあり、最大2 mの積雪が想定される。中電PGの500 kV越美幹線が変換所付近を通過しており、越美幹線第115号鉄塔から飛騨分岐線（亘長430 m）により500 kVを所内に引き込んでいる。
飛騨変換所には、飛騨信濃周波数変換設備を構成する一対の交直変換設備のうち一方が設置されている。屋外の機器は、雪に埋もれないよう、基礎から立ち上げた長い脚の上に据え付けられており、頂部には雪よけの三角屋根を備える。交直変換設備一式は日立製作所が受注した。

### 飛騨信濃直流幹線
飛騨信濃直流幹線は、飛騨変換所と新信濃変電所とを結ぶ亘長89 kmの直流送電線であり、東電PGが所有する。ルートは、飛騨変換所を起点とし、中電PGの275 kV高根中信線に沿って飛騨山脈の南側の野麦峠を越え、長野県に入る。197基の鉄塔のうち、野麦峠付近の第123号鉄塔が最高地点であり、その標高は1,852 mである。この鉄塔は東電PGが所有する鉄塔のうちで最も標高が高い地点にある。その先は鉢盛山の山腹を進み、終点の新信濃変電所に至る。
直流±200 kV（20万ボルト）双極1回線の架空送電線であり、プラス側の本線と帰線、マイナス側の本線と帰線の合計4本の電線（各電線が2導体であるため、8本の導体）が吊架されている。本線はアルミ覆鋼心アルミより線 (ACSR/AC) 810 mm2 × 2導体で、一部径間には低騒音型を採用した。帰線はアルミ覆鋼心耐熱アルミ合金より線 (TACSR/AC) 610 mm2 × 2導体である。帰線は架空地線を兼ねている。がいしは、本線に320 mm直流懸垂がいし15個/連を使用し、帰線に280 mmボールソケット形懸垂がいし4個/連を使用した。

### 新信濃変電所
新信濃変電所は、長野県東筑摩郡朝日村にある東電PGの変電所である。敷地面積は約23万m2で、周囲には野菜畑が広がる。東電PGの変電所のうちで唯一、24時間有人監視下に置かれている重要拠点である（ほかの変電所は無人であり、遠隔監視下にある）。
変電所としては、東電PGの500 kV安曇幹線の起点となっており、信濃川水系にある東京電力リニューアブルパワーの水力発電所で発生した50 Hzの電気を500 kVに昇圧し、首都圏に送り出す役割がある。
また、同変電所には周波数変換所としての役割もある。1977年運転開始の1号FC（容量300 MW）は緊急時の電力融通に備えて待機しており、東電PGの50 Hz系統と中電PGの60 Hz系統の一方で周波数低下が発生した場合に自動的に起動し、余裕のある系統から周波数の低下した系統に電力を融通する。1992年運転開始の2号FC（容量300 MW）は広域的な卸電力取引のために24時間運用されている。中電PGの275 kV高根中信線から分岐する275 kV新信濃分岐線により60 Hzが引き込まれている。
その敷地の一角に飛騨信濃周波数変換設備を構成する交直変換設備が設置された。交直変換設備一式は東芝エネルギーシステムズが受注した。

## 経緯

東京-中部間の融通容量は、当施設の完成により1GW増えて2.1GWとなった。ただし、それでも東京電力の2020年度最大需要56GWの約4%にとどまる。

東日本の電力系統の標準周波数は50 Hz、西日本（中西日本）の電力系統の標準周波数は60 Hzであるため、東日本と西日本の間で直接、電力を融通することはできない。しかしながら、交流を直流に変換してからさらに別の周波数の交流に変換すれば、東西の電力融通が可能になる。この目的のため、1965年（昭和40年）に電源開発が佐久間周波数変換所を設置したが、その容量は300 MW（30万キロワット）にすぎなかった。その後、東京電力の新信濃変電所と中部電力の東清水変電所にも周波数変換設備が設けられ、2011年（平成23年）に発生した東日本大震災の前までに設備容量は合計1,000 MW（100万キロワット）まで増強された（当時、東清水変電所の周波数変換設備は本格運用前で、最大100 MWで運用されていた）。
東日本大震災では東日本の火力発電所・原子力発電所の多くが被災し、発電を停止した。その際、既存の周波数変換設備をフル活用して西日本から電力を融通したが、被災した発電所分を補うには設備の容量が足りず、東日本大震災に伴う東北・関東地方が電力危機に陥り、一時は輪番停電を余儀なくされた。
この苦い経験を踏まえ、資源エネルギー庁の総合資源エネルギー調査会「地域間連系線等の強化に関するマスタープラン研究会」が審議の結果、2020年度を目標に周波数変換設備の容量を2,100 MWまで増強すべしとの報告書を2012年4月にまとめた。その後、電力系統利用協議会が出した提言に基づき、長野方面で直流送電を活用して連系する案を採用することが2013年1月に決定し、プロジェクトが始動した。このプロジェクトについては、経済産業省から重要送電設備等の指定第1号を受けた。
飛騨変換所は、2015年10月に敷地造成工事に着手した。2018年8月に設備の据付を開始した。2019年11月に各種機器の据付を概ね完了した。
飛騨信濃直流幹線は、2017年3月に着工した。
新信濃変電所では、交直変換設備を設置するために、約7千m2の用地を追加取得した。同変電所の設備は2016年10月に着工した。
飛騨信濃周波数変換設備は、2020年10月から2021年3月25日まで系統連系試験を行い、3月31日、運用を開始した。総工費は1,300億円程度で、沖縄電力以外の一般送配電事業者9社が負担した（最終的には、沖縄県以外の全国の需要家が電気料金として負担することになる）。
周波数変換設備の容量は、電源開発送変電ネットワークが新佐久間周波数変換所（仮称）を設置して300 MW（30万キロワット）、中部電力パワーグリッドが東清水変電所の設備を増設して600 MW（60万キロワット）増強し、2027年度末までに合計3,000 MW（300万キロワット）とする計画である。